# 沃洛特和塔蒂涅库尔
沃洛特和塔蒂涅库尔（法語：Velotte-et-Tatignécourt，法語發音：[vəlɔt e tatiɲekuʁ] ⓘ）是法国大東部大區孚日省的一个市镇，属于埃皮纳勒区。

## 地理
沃洛特和塔蒂涅库尔（48°15'44"N, 6°10'31"E）面积5.36 平方千米，位于法国大東部大區孚日省，该省份为法国东北部内陆省份，北起默兹省和默尔特-摩泽尔省，西接上马恩省，南至上索恩省和贝尔福地区省，东临上莱茵省和下莱茵省。
与沃洛特和塔蒂涅库尔接壤的市镇（或旧市镇、城区）包括：阿埃维尔、伊蒙、马龙库尔、马坦库尔、拉塞库尔、瓦勒鲁瓦欧索勒、弗罗维尔。
沃洛特和塔蒂涅库尔的时区为UTC+01:00、UTC+02:00（夏令时）。

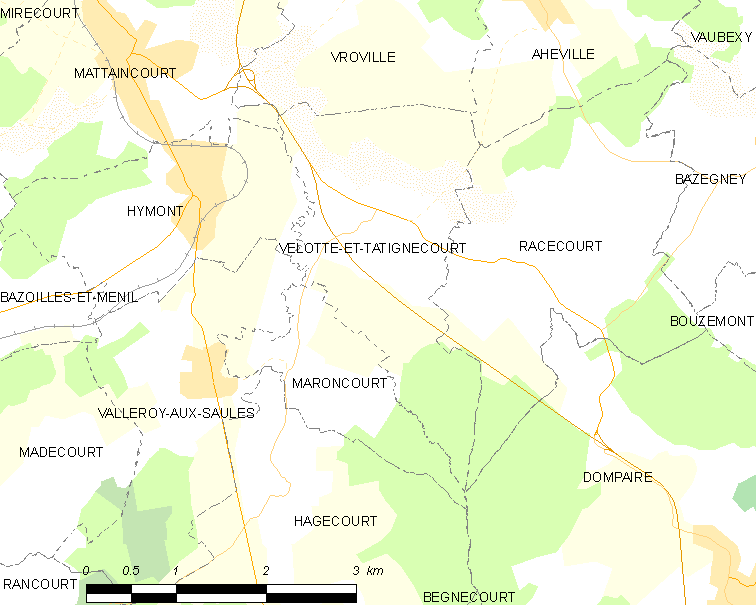
沃洛特和塔蒂涅库尔的OSM定位图

## 行政
沃洛特和塔蒂涅库尔的邮政编码为88270，INSEE市镇编码为88499。

## 政治
沃洛特和塔蒂涅库尔所属的省级选区为达尔内县。

## 人口

1962-2008年间沃洛特和塔蒂涅库尔人口变化图示

沃洛特和塔蒂涅库尔于2022年1月1日时的人口数量为159人。